# Makaron jajeczny

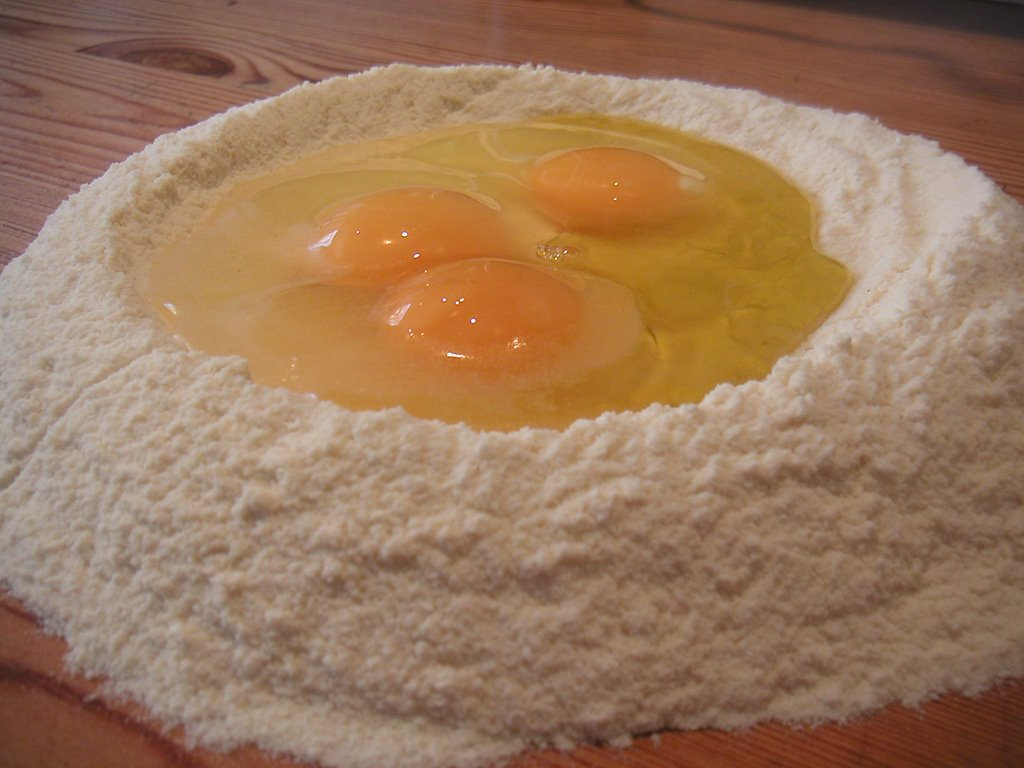
Składniki makaronu jajecznego

Makaron jajeczny – produkt żywnościowy, makaron wytwarzany z mąki, wody i jajek.

## Charakterystyka
Do produkcji makaronu jajecznego najczęściej wykorzystuje się mąkę z pszenicy miękkiej. Produkowane są również odmiany z dodatkiem mąki z pszenicy twardej (durum) – semoliny. Rodzaj mąki ma wpływ m.in. na konsystencję makaronu po ugotowaniu. Wykonane z miękkiej pszenicy szybciej stają się miękkie. Makarony z dodatkiem semoliny są bardziej elastyczne i mniej kaloryczne.
Drugim kryterium wytwarzania makaronu jajecznego jest ilość dodanych do niego jaj, np. tradycja włoska z regionu Emilia-Romania nakazywała 1 jajko na każde 100 g mąki wykorzystanej do wyrabiania ciasta. W sprzedaży są dostępne makarony: 2-jajeczne, 4-jajeczne, 5-jajeczne (najczęstsze w handlu), 6-jajeczne, 8-jajeczne i 12-jajeczne. Wartość podana przez producenta oznacza ilość jajek dodanych na kilogram mąki.
Produkowane są również makarony jajeczne, do wytwarzania których zamiast świeżych jaj wykorzystuje się masę jajeczną lub susz, by obniżyć koszty produkcji. Powszechnie uważa się je za gorsze pod względem smaku i jakości (konsystencji) niż makarony ze świeżych jaj. Producenci mogą dodatkowo barwić ciasto kurkumą, by uzyskać złocistą barwę, symulując wysoką zawartość jaj.

## Wartości odżywcze
Makaron jajeczny jest źródłem wielu witamin i mikroelementów. Charakteryzuje się stosunkowo niskim indeksem glikemicznym w porównaniu do innych makaronów, co oznacza, że mogą go spożywać osoby chorujące na cukrzycę. Zawiera mniej błonnika pokarmowego, a większa ilość jajek zmniejsza zawartość węglowodanów. Ma trochę więcej cholesterolu niż inne rodzaje makaronów i zawiera gluten.

## Zastosowanie
Makaron jajeczny ze zwykłej mąki pszennej jest najczęściej wykorzystywany jako dodatek do różnych zup. W sklepach jest sprzedawany najczęściej w formie krajanek, wstążeczek i gniazdek. Z sosami, sałatkami i zapiekankami lepiej sprawdzają się odmiany z pełnoziarnistą mąką durum.